# Алабуга (Калмыкия)
Алабуга — исчезнувшее село в Лаганском районе Калмыкии. Село располагалось на старом Кизлярско-Астраханском, или иначе Линейном, тракте, между станциями Терновской и Белозёрской.

## История
Дата основания не установлена. Основано как почтовая станция. Алабуга отмечена на дорожной карте Российской империи 1809 года. Согласно Списку населённых мест Астраханской губернии в 1859 году при почтовой станции Алабужинской проживало 10 душ мужского и 5 женского пола. По состоянию на 1900 год посёлок Алабуга относился к Кочевной волости. В посёлке имелось 116 дворов, проживал 491 житель
Согласно Памятной книжке Астраханской губернии на 1905 год Алабуга относилась к Кучерганской волости Астраханского уезда, в селе имелось 95 дворов, проживало 826 жителей. Согласно Памятной книжке на 1914 год село Алабуга было отнесено к Яндыковской волости, в селе имелось 126 дворов, проживало 245 душ мужского и 201 женского пола.
В 1920-х включено в состав Калмыцкой автономной области.
Дата исчезновения населённого пункта не установлена. Под названием Алабужинская село отмечено на карте Нижне-Волжского края 1931 года.

## Население
| 1859 | 1897 |     | 1900 | 1904 | 1908 | 1914 |
| ---- | ---- | --- | ---- | ---- | ---- | ---- |
| 15   | 612  | 491 | 826  | 481  | 446  |      |